# Ghjuvan Paulu Borghetti
Ghjuvan-Paulu Borghetti (Talasani, 1816 - Bastia, 1897) fou un metge i escriptor cors. Es llicencià en medicina en la Universitat de Pisa i fou cirurgià de la marina francesa el 1837-1847. El 1848 fou conseller general de Tavagna i el 1849 fundà el diari Corsica, en italià. El 1870 fou cap de gabinet del prefecte de la Corsega, arxiver departamental i secretari de la Societat de Ciències Històriques i Naturals de Còrsega el 1871. Després fou president del Comitè d'Instrucció Republicana i fundador del diari La République (1871-1872). El 1878 fou cap del servei sanitari a Bastia i el 1889 dirigí el diari La Concorde. Va escriure poemes en italià i alguns estudis en francès.

## Obres
- Camiscia Rossa (1847), poemes en italià.
- Pasquale Paoli (1869)
- La Corse et ses détracteurs (1870)
- Le Bonapartisme dévoilé (1878)